# Juan Carlos Infante
Juan Carlos Infante (Caracas, 8 ottobre 1981) è un ex giocatore di baseball venezuelano naturalizzato italiano.

## Carriera

### Club
Nel 1999 firma un contratto con i Montréal Expos, giocando però a livello Rookie con i Gulf Coast League Expos. A partire dalla stagione 2001 ha giocato in leghe indipendenti quali All American Association, Northeast League, Canadian American Association e Golden League.
Infante è approdato in Italia nel 2006, quando ha giocato un campionato di A1 con i colori dell'Anzio Baseball. Dal 2009 fa parte del roster della Fortitudo Baseball Bologna, con cui ha avuto modo di vincere scudetto, Coppa Italia ed European Cup, seppur in annate diverse.
Durante il periodo bolognese, durante l'inverno è volato spesso in Centroamerica o Sudamerica, per parentesi come quella in Nicaragua ai Leones de León o in Colombia ai Caimanes de Barranquilla.
Al termine della stagione 2016, dopo 8 anni, Infante e la Fortitudo Bologna si separano di comune accordo.
In vista della stagione 2017, viene annunciato come primo acquisto del Rimini Baseball per la stagione successiva, conclusa con la conquista dello scudetto.
Nel 2018 torna nei pressi di Bologna, ritrovando il vecchio manager Marco Nanni, neo tecnico del Castenaso Baseball in Serie A2, con cui conquista la promozione. Rimane a Castenaso anche per la stagione 2019, trascorsa in Serie A1.
Nel 2020 torna a giocare in Serie A2 firmando con il Modena Baseball, squadra che a fine campionato centra la promozione in Serie A1. Il campionato di Serie A 2023, disputato anch'esso con i colori di Modena, è l'ultimo della sua carriera, prima del ritiro.
Nel 2024 ritorna dal ritiro, giocando questa volta nel campionato di Serie C 2024 con il San Lazzaro Baseball,
disputando i playoff per la promozione in Serie A2. Dopo essere stati eliminati in semifinale contro il  Ceppo Vicenza Baseball, Juan Carlos Infante si è ritirato definitivamente come giocatore di baseball.
.

### Nazionale
In possesso di passaporto italiano, Infante ha fatto il proprio debutto in azzurro durante i campionati mondiali 2009.
Al termine della stagione 2012, ha al suo attivo 46 presenze nella nazionale italiana.
Ha preso anche parte al World Baseball Classic 2013.
Con la selezione All Euro ha disputato il Global Baseball Match 2015 Samurai Japan vs. All Euro.

## Palmarès

### Club
- Campionati italiani: 4

Bologna: 2009, 2014, 2016
Rimini:  2017
- Coppa Italia: 4

Bologna: 2010, 2012, 2013, 2015
- European Cup: 3

Bologna: 2010, 2012, 2013

### Nazionale
- Campionati europei: 2

Italia: 2010, 2012